# San Pedro Sula
San Pedro Sula város Honduras ÉNy-i részén, Cortés megye székhelye. A karib-tengeri hondurasi kikötőtől, Puerto Cortéstől kb. 45 percnyi autóútra, a guatemalai határ közelében fekszik. Az agglomeráció lakossága 1,07 millió fő volt 2010-ben, mellyel a főváros után az ország 2. legnagyobb települése.
Egyetemi város. Míg Tegucigalpa a közigazgatási központ, San Pedro Sula az ország ipari és kereskedelmi központja. Közép-Amerika egyik leggyorsabban fejlődő városa.
Iparának vezető ágai: élelmiszeripar, cement- és bútoripar, tetőbádoggyártás, textil-, ruha-, műanyagipar, acélhengerüzem. A város környékén elsősorban kávét, banánt, cukornádat, dohányt termesztenek..
A város az egyik fő tranzit pont a Latin-Amerika és az USA közti kokainkereskedelemben. Közbiztonságilag a világ egyik legveszélyesebb városának tartják. Az erőszakos bűncselekmények száma itt az egyik legnagyobb a világon. 2013-ban 100 000 lakosra 187 gyilkosság jutott.

## Nevezetes szülöttei
- Carlos Mencia, amerikai komikus
- David Suazo, focista
- Maynor René Suazo, focista

## Fordítás
- Ez a szócikk részben vagy egészben  a   San Pedro Sula című angol Wikipédia-szócikk fordításán alapul.  Az eredeti cikk szerkesztőit annak laptörténete sorolja fel. Ez a jelzés csupán a megfogalmazás eredetét és a szerzői jogokat jelzi, nem szolgál a cikkben szereplő információk forrásmegjelöléseként.